# Павшинська Заплава
Павшинська заплава — мікрорайон міста Красногорська, побудований в однойменній річковій заплаві на межі з Москвою. Із північного сходу, сходу та півдня територія мікрорайону обмежена річкою Москвою, а із заходу та північного заходу - Волоколамським шосе.
У Павшинській заплаві знаходяться Будинок Уряду Московської області та будівля Московського обласного суду.

## Опис
У Павшинській заплаві проживають близько 80 000 мешканців.
Мікрорайон Павшинська заплава складається з 4-х кварталів. Датою заснування прийнято вважати 2004 рік. У межі міста Красногорська мікрорайон було включено у 2006-2007 рр. 

### Квартали
Квартал №1
Безпосередньо примикає до Волоколамського шосе. З іншого боку  обмежений головною транспортною артерією мікрорайону - Підмосковним бульваром і простягається на всю довжину Павшинської заплави від мікрорайону "Спаський міст" практично до гірськолижного курорту "Снеж.ком". Є найбільшим із кварталів Павшинської заплави. Більшість будинків заселена в 2007 році. 
Квартал №2

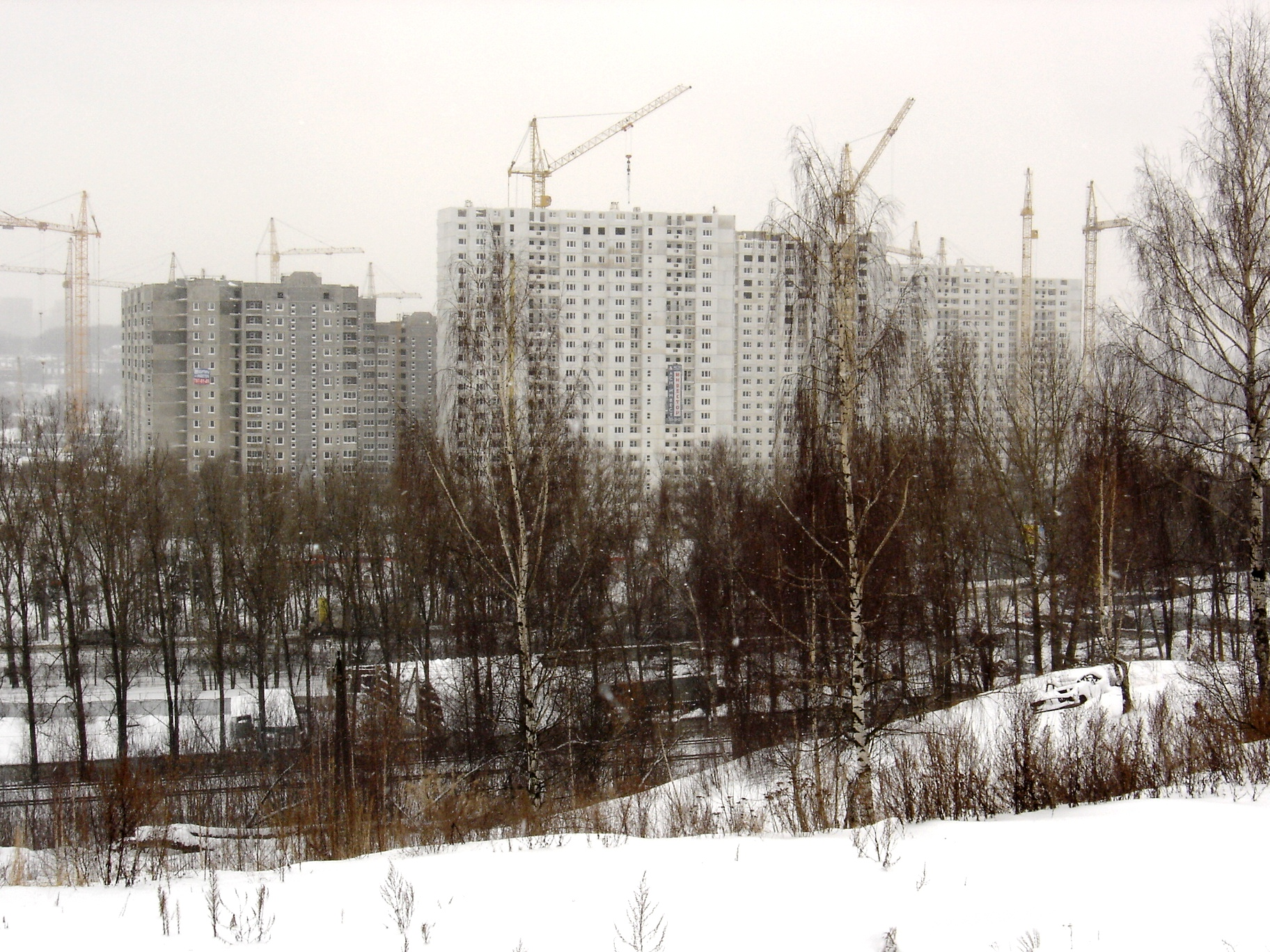
Будівництво кварталів Павшинської заплави у 2005 році

Квартал обмежений Підмосковним бульваром з одного боку та будинками на набережній вздовж Москви-річки з 4-го мікрорайону - з іншого. Частина кварталу, у безпосередній близькості від мосту, є найновішою із заселених будинків Павшинської заплави (здана у 2014 році). 

## Гірськолижний комплекс
Крім житлового масиву в мікрорайоні побудований перший у Росії і найбільший у Європі критий цілорічний гірськолижний комплекс «Снеж.ком», відкритий у 2008 році. Комплекс розраховувався на одночасне обслуговування 600 осіб. Сніговий схил завдовжки 365 м і завширшки 60 м займав площу 24 000 м2, перепад висот на ньому досягав 65 м. У березні 2023 року почали розбирати дах та внутрішнє облаштування комплексу. Цього ж року його буде знесено. На його місці планується збудувати нові житлові будинки.

## Транспортна інфраструктура
Основні магістралі Павшинської заплави — бульвари Підмосковний (повністю), Павшинський та Красногорський (частково) обладнані дорожньою розміткою та світлофорами.